# Gamble et Huff
Kenny Gamble, né le 11 août 1943 à Philadelphie, et Leon Huff, né le 8 avril 1942 à Camden, est un tandem américain d'auteurs-compositeurs, réalisateurs artistiques et producteurs de musique, connu pour avoir notamment développé le style Philadelphia soul à partir de la fin des années 1960 et tout au long des années 1970,,. 
Gamble et Huff ont formé leur propre label, Philadelphia International Records, produit et écrit 175 chansons certifiées disques d'or et de platine, ce qui leur vaut une intronisation au Rock and Roll Hall of Fame dans la catégorie « Non-Performer » (non interprète) en mars 2008.

## Biographie
Gamble et Huff ont successivement fondé les labels Excel Records (en 1966), puis Gamble Records, Neptune Records, et enfin Philadelphia International Records en 1971. Ils ont produit de nombreux artistes et écrit et réalisé des chansons qui ont connu le succès : Expressway to Your Heart des Soul Survivors (la première chanson de Gamble et Huff à entrer dans le Top 10 américain en 1967), (Love Is Like a) Baseball Game des Intruders (1968), I Can't Stop Dancing d'Archie Bell and the Drells (1968), Only the Strong Survive de Jerry Butler (1968), Don't Let the Green Grass Fool You de Wilson Pickett (1970), If You Don't Know Me by Now de Harold Melvin and the Blue Notes (1972), Backstabbers et Love Train des O'Jays (1972), Me and Mrs. Jones’ de Billy Paul (1972), TSOP (The Sound of Philadelphia) de MFSB (1973), You'll Never Find Another Love like Mine de Lou Rawls (1976), Ain't No Stoppin' Us Now de McFadden & Whitehead (1979) et beaucoup de tubes de Teddy Pendergrass,,.